# انتقاد الكنيسة الكاثوليكية
انتقاد الكنيسة الكاثوليكية هو موضوع يتضمن نقد تعاليم أو أخطاء أو هيكلية أو طبيعة عمل الكنيسة الكاثوليكية. ويتم تغطية الخلافات المنطقية على أساس مذهبي. تتناول الانتقادات مفاهيم السيادة البابوية كما جوانب هيكلية الكنيسة وحوكمتها والممارسات البابوية. وبما أن الكنيسة الكاثوليكية هي أكبر كنيسة مسيحية إذ تمثل أكثر من نصف المسيحيين وسدس سكان العالم،  فهذه الانتقادات قد لا تمثل بالضرورة رأي أغلبية المسيحيين وغير المسيحيين.
كانت الانتقادات التي توجه للكنيسة الكاثوليكية في القرون السابقة تركز على المنازعات اللاهوتية و الكنسية. فالإصلاحات البروتستانتية التي قامت في القرن 16 في أوروبا، قامت بسبب ممارسات رجال الدين الفاسدة بالإضافة إلى النزاعات اللاهوتية. وتفاقمت الخلافات والنقاشات السياسية واللاهوتية بين البروتستانت والكاثوليك إلى يومنا والذي أدى إلى نشؤ وتنوع الطوائف المسيحية. ومن الانتقادات المعاصر للكنيسة الكاثوليكية تتناول مواضيع الفلسفة والثقافة ومواقف المسيحية مقابل الإنسانية.

## انتقاد المعتقدات الكاثوليكية

### وثنية المسيحية
يعتقد بعض المنتقدين يعتقدون أن الكنيسة تأثرت بالمعتقدات والطقوس الوثنية في وقت مبكر من تاريخها، وخاصة في روما، وأخذت شعائر العبادات من الإمبراطورية الرومانية عبادة والفلسفة الهلنستية، بما في ذلك الأفلاطونية المحدثة والغنوصية.
وكمثال، انتقد البروتستانت الكنيسة الكاثوليكية لأنهم اعتقدوا أنها اعتنقت بعض التقاليد الرومانية بالجمع بين المسيحية والمهرجانات الوثنية  مثل اعتماد احتفالات الالهة أوستارا الجرمانية كبديل لعيد الفصح، على الرغم من عدم وجود أي دلائل بهذه الطريقة قبل القرن الثاني.

### الكتاب المقدس مقابل التقاليد
انتقد البروتستانت واللوثريين اعتماد الكنيسة الكاثوليكية على ما تسميه «بالتقليد المقدس»، وهي التعاليم التي تدعي إنها انتقلت من الرسل سواء شفويا أو كتابيا بحسب تسالونيكا 2:15، وما تعتبره الكنيسة مساويا وموازيا لتعاليم الكتاب المقدس. 

### معارضة التدريس على أسس أخلاقية معاصرة

#### التبشير
تعرضت الكنيسة الكاثوليكية للنقد من قبل الكنيسة الأرثوذكسية الروسية لاستمرارها في محاولاتها التبشرية العدوانية للجذب المسيحيين الأرثوذكس إلى الكثلكة. ردت الكنيسة على أن «التنصيرهو واجب وحق غير متنازع عليه».

#### التفاعل مع الجماعات الدينية الأخرى

##### الانتقادات اليهودية
في عام 1998، اعتذر البابا يوحنا بولس الثاني عن ما قامت به النازية 'المسيحية البروتستانتية' بحق الشعب اليهودي، ووصفها بأنهم «اخوتنا الأكبر» في الإيمان.

##### الإسلام
اعترض المسلمون في عام 2006 على ما قاله البابا بنديكتوس السادس عشر عندما اعتمد نصا جدليا للإمبراطور مانويل الثاني البيزنطي من القرن 14 الذي كتب "أرني ما الجديد الذي جاء به محمد، لن تجد الا أشياء شريرة وغير انسانية مثل أمره بنشر الدين الذي كان يبشر به بحد السيف"." البابا أكد أنه كان نقلا عن الإمبراطور وانه لم يأخذ أي موقف من هذا القول لا بالموافقة ولا بالاختلف معه.
كان هناك قدرا كبيرا من المعارضة لاقتباس البابا. كما قامت الاحتجاجات في الكثير من دول العالم الإسلامي، بما في ذلك تركيا، الضفة الغربية من الأردن،  إندونيسيا وإيران.

#### الفصل بين الكنيسة والدولة
تم انتقاد الكنيسة الكاثوليكية لممارستها للعديد من المهام في الدول الكاثوليكية لما يعتبر اليوم من المهام الحكومية مثل التعليم، والرعاية الصحية، والنظام القضائي التي تغطي المسائل الدينية وبعض المجالات الاجتماعية.
أثرت الكنيسة الكاثوليكية على الحكومات من أجل الحفاظ على يوم الأحد كيوم للعبادة، أو تقييد الطلاق والإجهاض والموت الرحيم، واستخدام وسائل منع الحمل، كما هو الحال في أيرلندا، إيطاليا والفلبين وأمريكا اللاتينية.

#### السلوك الجنسي الإنساني والإنجابي
علمت الكنيسة بممارسة العفة. وفسرته بأنه يعني تجنب الزنا،  والامتناع عن ممارسة الاستمناء واللواط والمثلية الجنسية ومنع الحمل الاصطناعي،  والعزل،  والتعقيم، وشراء أو المساعدة في الإجهاض.

## انتقاد الصلاة والعبادة الكاثوليكية

### ذبيحة القداس
انتقد المصلح الألماني مارتن لوثر، وكذلك الكنيسة الإنكلكانية، بشدة معتقد الذبيحة الإلهية التي يمارسها الكاثوليكوالتي يعتبرونها من أساسيات الشعائر الدينية المقدسة. واعتبرها من أشد مؤشرات كفر البابوي.

### القديسين
انتقد البروتستانت تبجيل الكاثوليك لمريم وسائر القديسين الدعاء لهم أو طلب مساعدة منهم ورفضوا أن يكونوا واسطة مع اللخ5

### رسامة المرأة
انتقدت الكنيسة لمعارضتها لترسيم الإناث للكهنوت. وعتبر الكنيسة أنها لا تملك سلطة على ترسيم 'المرأة للكهانة'.

## انتقادات من للإجراءات الكاثوليكية التاريخية

### اضطهاد الزندقة والزنادقة
تم انتقاد ما قامت به الكاثوليكية قبل القرن الثاني عشر، من قمع،  بشكل تدريجي، لما اعتبرته بدعة أو هرطقة، بالتحريم أو الطرد أو اللعن أوالسجن.

### الحروب الصليبية
تم انتقاد الكثير من عناص الحروب الصليبية من وقت بدايتها في 1095. على سبيل المثال، انتقد روجر بيكون الحروب الصليبية بأنها لم تكن فعالة بسبب أن «شعر من بقي على قيد الحياة مع أطفالهن بالمرارة أكثر ضد الإيمان المسيحي.» كذلك، في وقت لاحق من القرن الثامن عشر، هاجم العقلانيون الحروب الصليبية بقسوة. وفي خمسنيات القرن العشرين، انتقد ستيفين رونسيمان بشكل كبير الحروب الصليبية التي أشار إلى يها «بالخطيئة ضد الروح القدس». وتضع التقديرات عدد الضحايا الذين قضوا في الحروب الصليبية بحوالي 3 ملايين شخص.

### محاكم التفتيش

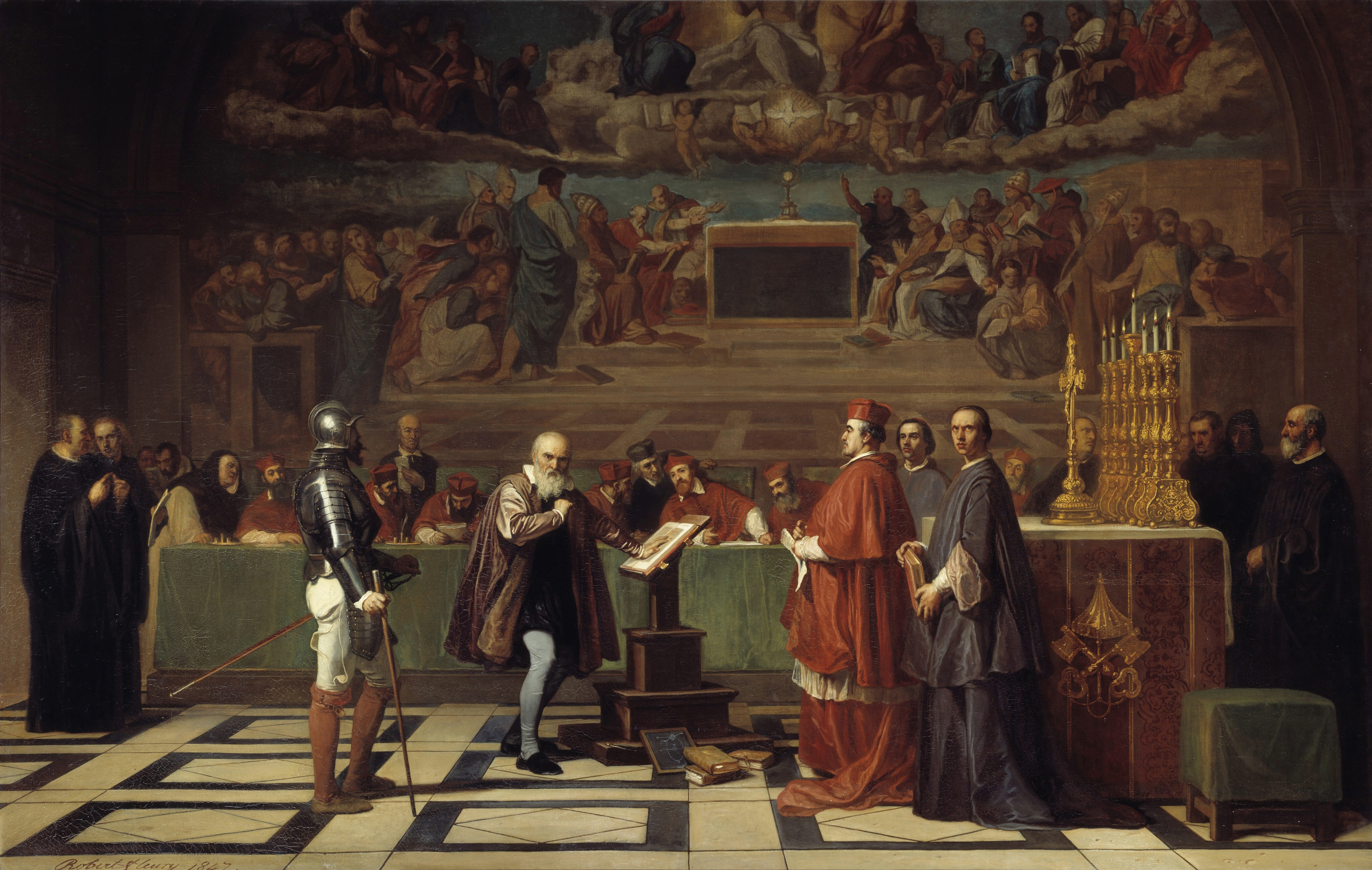
لوحة تمثل محاكمة غاليليو غاليلي من قبل محام التفتيش في عام 1633 من رسم فلوري.

خلال محاكم التفتيش قامت حكومات إسبانيا (و إيطاليا، و في بعض الأحيان فرنسا) بمحاكمة المسيحيين الذين يعلنوا رأيا مخالفا للعقائد الإيمانية الكاثوليكية معتبرينهم زنادقة في خطر الإزسال إلى الجحيم، فاستخدمت السلطات ما تعتبره ضروريا لتحقيق العدول عن هذه المخالفات.
كثيرًا ما تعتبر محاكم التفتيش الإسبانية في الأدب والتاريخ الشعبي كمثال على القمع والتعصب الكاثوليكي. على الرغم من ذلك؛ يميل المؤرخين المعاصرين للتشكيك في نظرية العنف المبالغ فيه بشأن محاكم التفتيش الإسبانية. على سبيل المثال يؤكد المؤرخ هنري كامن أن «أسطورة» جنون التعذيب التي قامت بها محاكم التفتيش التعذيب هي إلى حد كبير من اختراع الكتّاب البروتستانت في القرن التاسع عشر كحملة أجندة لتشويه سمعة البابوية. كما توضح كارين آرمسترونغ أنه قد تمت المبالغة في نقل فعالياتها،  وعلى الرغم من أنه حتى سنة 1834 فقد وجهت محاكم التفتيش التهم إلى حوالي 150,000 شخص الا أنّ حالات الإعدام لم تتجاوز 3,000 حالة منذ تأسس محاكم التفتيش الإسبانية حتى إلغاؤها.

## وصلات خارجية
المتشككين
- الاختلافات المذهبية - الكاثوليكية الرومانية، أسئلة وأجوبة من قبل الكنيسة اللوثرية–ميسوري السينودس، أرشفة بواسطة Internet Archive
- ويلز الموضعية Q&A: الديانة الرومانية الكاثوليكية
- الكاثوليكية اليوم, إلى الأمام في المسيح، ج 84 رقم 11 / 1997

الدفاعيين
- الكاثوليكية دليل – مصدر شامل على الكنيسة الكاثوليكية الرومانية.
- الكاثوليكية ويكي, أرشفة بواسطة Internet Archive